# Bagaï
Bagaï est une ville berbèro-romaine située dans la province romaine d'Afrique Proconsulaire. Elle devait être d'une taille considérable, car elle était également le siège d'un ancien évêché catholique. L'ancienne ville a été identifiée aux ruines de Ksar-Bagaï, situées à l'extérieur de Baghaï, dans les monts Aurès, au sein de la Daïra d'El Hamma dans la wilaya de Khenchela, en Algérie.

## Étymologie et toponymie
La ville était appelée Vagaïa par Saint Augustin. Procope de Césarée l'a transcrite Bagaè ou Bagaï, et les historiens arabes (Ibn Khaldoun, Al-Bakri, etc.) l'ont écrite Baghaïa.
Le nom Baghaï aurait ainsi à l'origine la même racine berbère que d'autres noms de villes du Maghreb, tels que Dougga (Thouga) et Béja en Tunisie ou Béjaïa. Béjaïa est un toponyme arabe dérivé du toponyme berbère (variante kabyle) Bgayet, notamment par translittération du son ǧ en dj (ج). Ce nom berbère — qui aurait été à l'origine Tabgayet, mais dont le t initial marquant le genre féminin serait tombé en désuétude — serait issu des mots tabegga, tabeɣayt, signifiant « ronces et mûres sauvages ».

## Localisation
Bagaï est une ville de Numidie, située entre les montagnes de l'Aurès au sud et le lac salé Gareat el Tarf au nord. Elle est identifiée avec Ksar Baghai (connu également sous le nom palais de la Kahina) situé à 9 km de Mascula (actuelle Khenchela), non loin de Thamugadi (Timgad).
À 6 kilomètres au sud de Bagaï, se trouvent les ruines de Hammam Essalihine, un ancien bain romain datant de l'époque de la dynastie flavienne. La ville d'Aquae Flavianae était également située à proximité de ces ruines.

## Histoire
Avant et après l'invasion romaine,  Baghaï aurait été une des principales capitales des peuples berbères d'Afrique du nord. Le palais de la reine Dihya s'y trouverait ou à proximité. Au IIe siècle, la ville possédait des monuments et des dédicaces à l'empereur Verus et à l'empereur Marc Aurèle.
Vers 384, l'évêque Donat (Donatus Magnus) engendre un conflit dans la région des Aurès, il fut la cause du soulèvement des adeptes du schisme donatiste dans les Aurès. L'empereur Constant Ier envoya des missionnaires pour réconcilier les deux parties religieuses, dont Marcarius (légat impérial) (en). Donat chargea des ouvriers agricoles, les circoncellions, d'attaquer les habitants des Aurès. La troupe attaqua même la cavalerie romaine.
En 411, un évêque donatiste a été envoyé de Baghaï lors de la conférence de Carthage :  Maximien de Baghaï (en). La ville fut la capitale la plus importante dans le conflit entre les donatistes  et les catholiques pendant le Bas-Empire romain. Lors de l'élection de Prémien de Carthage (évêque de Carthage) (en), la région des Aurès s'enflamme de nouveau. Les Berbères détruisent la ville et mettent à sac la bibliothèque. Au Ve siècle, Baghai subit l'invasion des Vandales, chassés ensuite par les Berbères.  
En 538, Gontharis, un officier du général byzantin Salomon qui fait le reconquête de l'ancienne Afrique romaine installe son camp près de la ville déserte, mais il est défait par les Berbères et assiégé. Arrivé avec toute son armée, Salomon met en fuite les Berbères, reprend le contrôle de la ville et la fait fortifier en l'entourant d'une enceinte. Il en fait le point de départ de sa seconde campagne dans les Aurès.
Au Moyen Âge, les Omeyyades attaquent la ville, la Kahina se rebelle contre Hassan Ibn Numan (gouverneur du Maghreb) en 698. La reine berbère détruit la ville pour ne rien laisser aux Omeyyades. Par la suite, les Fatimides prennent la ville grâce à la tribu berbère des  Kutama en 903. En 943, Abu Yazid, prend la ville, mais après sa mort, la ville tombe dans les mains des Zirides puis des Hammadides en 1015. Ces derniers vont attaquer les habitants de la ville. Par la suite, les Hilaliens détruisent toute la ville.
Al Idrissi mentionne dans ses écrits l'existence d'un double rempart dans la ville avant sa destruction.

## Diocèse
Bagaï était le siège d'un ancien évêché catholique en Numidie et un centre du donatisme. Elle fut la patrie de Donatus de Bagai (en) (actif vers 347) et de Marculus de Bagai (actif vers 347),. Saint Augustin mentionne plusieurs citoyens éminents de Bagaï.
En 340, Bagaï fut le théâtre d'un massacre perpétré par le légat impérial Macarius (en), ce qui mit fin à toute possibilité de réconciliation entre les factions donatiste et catholique et rendit le schisme de plus en plus violent.
En 401, les divisions restaient si profondes qu’après la conversion au catholicisme de l'évêque donatiste Maximian de Bagai (en), il fut presque assassiné à deux reprises. Augustin d'Hippone disait de lui : « Il a plus de cicatrices que de membres. »
En 394, le Concile donatiste de Bagaï rassembla 310 évêques. Il condamna les Maximianistes (en) et soutint Primian de Carthage (en) en tant que Primat d'Afrique (en),.
Le siège épiscopal de Bagaï subsiste aujourd’hui comme un siège titulaire de l’Église catholique romaine,.
Les évêques de Bagai :
- Donatus de Bagai (en) (actif vers 347)
- Maximian de Bagai (en) (actif vers 414)
- Castorius (frère de Maximian)
- Hugh Boyle (en) (1948–1951)
- Noël Laurent Boucheix (1953–1958)
- Bernardo Regno (1958–1971)
- Lolesio (Laurent) Fuahea (1972–1974)
- Francis Xavier Roque (en) (1983–2019)
- David de la Torre Altamirano (en) (depuis le 18 octobre 2019)